# Linia kolejowa Koszwały – Stegna Gdańska
Uzasadnienie: artykuły omawiają tę samą linię kolejową, biegnąca trasą: Koszwały — Lewy Brzeg Wisły — (prom kolejowy) — Prawy Brzeg Wisły — Stegna Gdańska — Sztutowo, obecnie funkcjonującą tylko na pewnym fragmencie. Artykuły należy podzielić na odcinek lewo-
 i prawobrzeżny lub połączyć w jeden artykuł.
Linia kolejowa Koszwały – Stegna Gdańska – linia kolejowa, która w latach 1905-1974 łączyła stację Koszwały ze stacją Stegna Gdańska. Pomiędzy stacjami Lewy Brzeg Wisły i Prawy Brzeg Wisły pociągi pokonywały Przekop Wisły za pomocą kolejowego promu Świbno. 

## Historia
Linia została wybudowana przez spółkę Westpreußische Kleinbahnen Aktien-Gesellschaft (WKAG – Zachodniopruska Spółka Małych Kolei) i otwarta 17 sierpnia 1905. Pod zarządem WKAG linia funkcjonowała do 1945 roku, kiedy to wycofujące się wojska niemieckie zatopiły prom Świbno przewożący składy kolejki przez Wisłę, wysadziły most zwodzony przy wjeździe na stację Gdańsk Wąskotorowy i doprowadziły do zalania znacznej części Żuław.
W latach 1945–1948 zniszczony most zwodzony przebudowano na stały, prowadzono prace melioracyjne oraz naprawy zniszczonych torów. Jednocześnie podniesiono z dna i odbudowano prom. Pierwszy pociąg wyruszył na trasę Gdańsk Wąskotorowy – Odrzygość – Koszwały – Lewy Brzeg Wisły - Stegna Gdańska - Sztutowo w lipcu 1948 r. W 1956 roku zrezygnowano z przeprawy promowej z powodu złego stanu kadłuba promu i odtąd linie Gdańskiej Kolei Dojazdowej zostały podzielone na część lewobrzeżną i prawobrzeżną.
Lewobrzeżna część Gdańskiej Kolei Dojazdowej funkcjonowała do 31 grudnia 1973 roku. Do końca 1975 roku tory zostały całkowicie rozebrane. Pozostały jedynie pojedyncze obiekty inżynieryjne (mostki, wiadukty, fragment nabrzeża promowego) oraz fragmenty szyn zatopione w asfalcie na przejazdach. 
Prawobrzeżna część Gdańskiej Kolei Dojazdowej funkcjonowała w strukturach PKP do 1996 r. Od 15 sierpnia 2002 ruch na odcinkach Prawy Brzeg Wisły - Stegna - Sztutowo oraz Stegna – Nowy Dwór Wąskotorowy odbywa się pod szyldem Żuławskiej Kolei Dojazdowej, której właścicielem jest starostwo powiatu nowodworskiego.